# Patricio Hurtado
Edwin Patricio Hurtado (né le 9 août 1970 en Équateur) est un joueur de football international équatorien, qui évoluait au poste de défenseur.

## Biographie

### Carrière en sélection
Avec l'équipe d'Équateur, il joue 10 matchs (pour aucun but inscrit) entre 1991 et 2000. Il figure notamment dans le groupe des sélectionnés lors des Copa América de 1991 et de 1995.

## Parcours d'entraîneur
- sep. 2016-juil. 2018 :  CD Técnico Universitario
- sep. 2022-nov. 2023 :  Cumbaya FC